# Грибов, Александр Сергеевич
Александр Сергеевич Гри́бов (род. 22 мая 1986 года, Ярославль, Ярославская область, РСФСР, СССР) — российский государственный и политический деятель. Заместитель руководителя аппарата Правительства Российской Федерации с 23 января 2020 года. Заместитель секретаря Генерального совета партии «Единая Россия» с 8 декабря 2018 года.
Депутат Государственной Думы Федерального собрания Российской Федерации VII созыва (5 октября 2016 – 23 января 2020).
Действительный государственный советник Российской Федерации 1-го класса (2023).

## Биография
Родился 22 мая 1986 года в Ярославле.

### Образование
В 2008 году с отличием окончил Ярославский государственный университет имени П. Г. Демидова по специальности «Юриспруденция».
В 2012 году окончил РАГС при президенте РФ.
В 2011 году защитил диссертацию по теме «Дифференциация ответственности за экономические преступления в России, ФРГ и США: сравнительно-правовое исследование» в Саратовской государственной юридической академии. Кандидат юридических наук.

### Карьера
12 октября 2008 года Александр Грибов был избран депутатом Ярославской городской Думы V созыва по одномандатному округу № 25. В мае 2012 г. был назначен помощником губернатора Ярославской области Сергея Ястребова по вопросам взаимодействия с федеральными органами исполнительной власти, органами местного самоуправления и институтами гражданского общества, а в октябре 2012 года был назначен заместителем губернатора Ярославской области.
25 февраля 2015 года избран председателем Общественной палаты Ярославской области.
В сентябре 2016 года досрочно сложил полномочия председателя Общественной палаты в связи с избранием от партии «Единая Россия» депутатом Государственной думы VII созыва по одномандатному округу № 194.
В 2016—2020 годах — депутат Государственной Думы Федерального собрания Российской Федерации VII созыва.
С 23 января 2020 года — заместитель руководителя Аппарата Правительства Российской Федерации. Курирует связи с общественностью и госорганами. 4 января 2023 года присвоен классый чин действительного государственного советника Российской Федерации 1 класса.

### Законотворческая деятельность
С 2016 по 2019 год, в течение исполнения полномочий депутата Государственной Думы VII созыва, выступил соавтором 27 законодательных инициатив и поправок к проектам федеральных законов.